# Frank Moreels
Francky (Frank) Moreels (Kortrijk, 17 januari 1961) is een Belgisch syndicalist en vakbondsbestuurder.

## Levensloop
In 1995 werd hij voorzitter van de ABVV Jongeren. Voordien was hij beroepshalve jongerenverantwoordelijke van het ABVV en werkte als assistent van verschillende ABVV voorzitters, waaronder François Janssens. In 2006 maakte hij de overstap naar de Belgische Transportarbeidersbond (BTB), waarvan hij in 2007 federaal secretaris voor wegvervoer en logistiek werd. In 2016 volgde hij Ivan Victor op als voorzitter van deze organisatie. Als voorzitter van BTB maakt hij deel uit van het Federaal Bureau van het ABVV. Daarnaast is hij vice-president van de "road section" van het ITF sinds augustus 2014.
In 2017 ontving hij de 26ste prijs voor de Democratie, tevens werd hij in mei van dat jaar tijdens het 5e ETF-congres te Barcelona verkozen tot voorzitter van deze Europese vakbondsfederatie. Hij is sindsdien ook vice-voorzitter van de Internationale Transportarbeiders Federatie ITF.